# Lijst van Stolpersteine in Leeuwarden
De lijst van Stolpersteine in Leeuwarden geeft een overzicht van de gedenkstenen die in de gemeente Leeuwarden in de Nederlandse provincie Friesland zijn geplaatst in het kader van het Stolpersteine-project van de Duitse beeldhouwer-kunstenaar Gunter Demnig.
Stolpersteine zijn opgedragen aan slachtoffers van het nationaalsocialisme, al diegenen die zijn vervolgd, gedeporteerd, vermoord, gedwongen te emigreren of tot zelfmoord gedreven door het nazi-regime. Demnig legt voor elk slachtoffer een aparte steen, meestal voor de laatste zelfgekozen woning.
Omdat het Stolpersteine-project doorloopt, kan deze lijst onvolledig zijn.

## Stolpersteine
In Leeuwarden liggen 45 Stolpersteine. De bedoeling is dat er uiteindelijk bijna zevenhonderd Stolpersteine worden geplaatst.
De Stichting Behoud Joods Erfgoed Fryslân (SBJEF) is verantwoordelijk voor het project struikelstenen in Leeuwarden.

### Leeuwarden
| Afbeelding | Inscriptie | Adres         | Herdachte persoon                                 |
| ---------- | --- | ------------- | ------------------------------------------------- |
|            | HIER WOONDE ALEXANDER LEVI BRINKMANN GEB. 1918 GEINTERNEERD 19-11-1942 GEDEPORTEERD 1942 UIT WESTERBORK VERMOORD 31-3-1944 CENTRAAL-EUROPA             | Bij de Put 4  | Alexander Levi Brinkmann (1918-1944)              |
|            | HIER WOONDE BAREND COHEN GEB. 1910 ONDERGEDOKEN OVERLEEFD                                                                                              | Bij de Put 4  | Barend Cohen (1910-2002)                          |
|            | HIER WOONDE FROUKJE COHEN GEB. 1910 GEINTERNEERD 30-1-1943 GEDEPORTEERD 9-2-1943 UIT WESTERBORK VERMOORD 12-2-1943 AUSCHWITZ                           | Bij de Put 4  | Froukje Cohen (1882-1943)                         |
|            | HIER WOONDE IZAK COHEN GEB. 1916 GEINTERNEERD 27-5-1943 GEDEPORTEERD 1-6-1943 UIT WESTERBORK VERMOORD 4-6-1943 SOBIBOR                                 | Bij de Put 4  | Izak Cohen (1916-1943)                            |
|            | HIER WOONDE ESTER COHEN-COHEN GEB. 1875 OVERLEDEN 18-11-1941 LEEUWARDEN                                                                                | Bij de Put 4  | Ester Cohen-Cohen (1875-1941)                     |
|            | HIER WOONDE HENDRINA JULIA VAN GELDER- TROOSTWIJK GEB. 1924 GEÏNTERNEERD 3-10-1942 GEDEPORTEERD 30-10-1942 UIT WESTERBORK VERMOORD 2-11-1942 AUSCHWITZ | Bij de Put 36 | Hendrina Julia van Gelder-Troostwijk (1924-1942)  |
|            | HIER WOONDE EMIL JOHAN VAN DER HEIJDEN GEB. 1906 GEARRESTEERD 20-4-1942 GEDEPORTEERD 1942 UIT AMERSFOORT VERMOORD 16-8-1942 AUSCHWITZ                  | Emmakade 54   | Emil Johan van der Heijden (1906-1942)            |
|            | HIER WOONDE MAURITS MACHIEL VAN DER HEIJDEN GEB. 1874 GEÏNTERNEERD 11-3-1943 GEDEPORTEERD 5-4-1943 UIT WESTERBORK VERMOORD 9-4-1943 SOBIBOR            | Emmakade 54   | Maurits Machiel van der Heijden (1874-1943)       |
|            | HIER WOONDE FREDERIKA VAN DER HEIJDEN HERTZBERGER GEB. 1878 GEÏNTERNEERD 11-3-1943 GEDEPORTEERD 5-4-1943 UIT WESTERBORK VERMOORD 9-4-1943 SOBIBOR      | Emmakade 54   | Frederika van der Heijden-Hertzberger (1878-1943) |
|            | HIER WOONDE BENJAMIN TROOSTWIJK GEB. 1927 ONDERGEDOKEN 1942 BOVENKNIJPE BEVRIJD                                                                        | Bij de Put 36 | Benjamin Troostwijk (1927)                        |
|            | HIER WOONDE COSMAN TROOSTWIJK GEB. 1885 GEÏNTERNEERD 3-10-1942 GEDEPORTEERD 30-10-1942 UIT WESTERBORK VERMOORD 2-11-1942 AUSCHWITZ                     | Bij de Put 36 | Cosman Troostwijk (1885-1942)                     |
|            | HIER WOONDE JULIA TROOSTWIJK GEB. 1927 ONDERGEDOKEN 1942 LEEUWARDEN BEVRIJD                                                                            | Bij de Put 36 | Julia Troostwijk (1927-1989)                      |
|            | HIER WOONDE MOZES TROOSTWIJK GEB. 1914 ONDERGEDOKEN 1943 DONKERBROEK BEVRIJD                                                                           | Bij de Put 36 | Mozes Troostwijk (1914-1991)                      |
|            | HIER WOONDE LEWINA TROOSTWIJK- KROPVELD GEB. 1891 ONDERGEDOKEN 1942 NIEUWEHORNE BEVRIJD                                                                | Bij de Put 36 | Lewina Troostwijk-Kropveld (1891-1982)            |
|            | HIER WOONDE GERSON DE WILDE GEB. 1882 GEÏNTERNEERD 12-11-1942 GEDEPORTEERD 20-11-1942 WESTERBORK VERMOORD 23-11-1942 AUSCHWITZ                         | Bij de Put 2  | Gerson de Wilde (1882-1942)                       |
|            | HIER WOONDE SCHOONTJE DE WILDE DWINGER GEB. 1880 GEINTERNEERD 12-11-1942 GEDEPORTEERD 20-11-1942 UIT WESTERBORK VERMOORD 23-11-1942 AUSCHWITZ          | Bij de Put 2  | Schoontje de Wilde-Dwinger (1880-1942)            |
|            | HIER WOONDE EVA POTS-DE WILDE GEB. 1906 GEINTERNEERD 22-2-1943 GEDEPORTEERD 2-3-1943 UIT WESTERBORK VERMOORD 5-3-1943 SOBIBOR                          | Bij de Put 2  | Eva Pots-de Wilde (1880-1942)                     |
|            | HIER WOONDE JACOB DE WILDE GEB. 1916 GEINTERNEERD 12-11-1942 GEDEPORTEERD 1942 UIT WESTERBORK VERMOORD 28-2-1943 AUSCHWITZ                             | Bij de Put 2  | Jacob de Wilde (1916-1943)                        |
|            | HIER WOONDE GRETA DE WILDE GEB. 1920 GEINTERNEERD 12-11-1942 GEDEPORTEERD 20-11-1942 UIT WESTERBORK VERMOORD 23-11-1942 AUSCHWITZ                      | Bij de Put 2  | Greta de Wilde (1920-1942)                        |

## Data van plaatsingen
- 15 april 2024: zes Stolpersteine op Bij de Put 36
- 27 januari 2025: 36 Stolpersteine op Bij de Put. Zeven op Bij de Put 1, vijf op Bij de Put 2, vijf op Bij de Put 4, vijf op Bij de Put 8, negen op Bij de Put 9 en vijf op Bij de Put 11.
- 20 mei 2025: drie Stolpersteine op Emmakade 54